# 헬레이저 (2022년 영화)
《헬레이저》(영어: Hellraiser)는 2022년 공개된 미국의 초자연 공포 영화이다. 데이비드 브루크너가 감독을 맡았으며, 1987년 동명 영화를 리부트한 작품이다.

## 줄거리
억만장자이자 향락주의자인 롤랜드 보이트는 자신의 저택에서 파티를 열던 중 노숙자 출신 성매매 여성 조이 코스쿠나에게 기계식 퍼즐 상자를 풀게 한다. 상자를 풀자 칼날이 튀어나와 조이를 베고 다른 차원으로 통하는 문이 열리며, 그곳에서 나온 쇠사슬이 그녀를 갈기갈기 찢어버린다.
6년 후, 약물 중독에서 회복 중인 라일리 맥켄드리는 소원해진 오빠 매트와 그의 남자친구 콜린, 룸메이트 노라와 함께 살고 있다. 라일리와 남자친구 트레버는 버려진 창고에서 퍼즐 상자를 발견한다. 늦게 귀가한 라일리는 매트로부터 다시 약물에 손을 댄 것 아니냐는 의심을 받으며 다투게 된다. 라일리는 공원에서 상자를 풀지만 칼날에 베이지 않는다. 그러자 고문으로 일그러진 인간형 존재인 세노바이트들이 나타나 희생을 요구한다. 매트는 라일리와 사이가 좋지 않았던 것에 죄책감을 느껴 그녀를 깨우려다 상자에 손을 베이고, 그 후 화장실에서 두통을 느낀다. 밖에서 상자가 변하는 것을 본 라일리는 매트가 비명을 지르는 소리를 듣고 화장실에 들어가지만 그는 사라지고 없다.
라일리는 상자가 매트의 실종 원인이라고 믿고 트레버와 함께 보이트의 전 변호사 세레나 메나커를 찾아간다. 메나커는 창고에 상자를 숨겨두었으며 라일리에게서 상자를 빼앗으려 하지만, 칼날에 베이고 세노바이트들에게 납치된다. 라일리는 보이트의 저택에서 그의 일지를 발견하고, 상자의 6가지 형태를 완성하려면 각 형태마다 희생자를 칼날로 표시해야 한다는 것을 알게 된다. 또한, 상자를 완성하면 지옥을 다스리는 존재인 리바이어던으로부터 "선물"을 받는다는 사실도 알게 된다. 라일리는 환영으로 나타난 매트가 살갗이 벗겨진 채 고통스러워하는 모습을 보고 경악한다.
콜린과 트레버, 노라는 라일리를 데려가려 하지만, 노라가 저택 내 비밀 통로에 갇히고, 트레버가 그녀를 구하려다 벽 속에 숨어있던 보이트에게 상자로 찔린다. 간신히 저택에서 빠져나온 일행은 도움을 청하지만, 세노바이트들은 노라를 납치해 고문하고 살가죽을 벗겨 죽인다. 라일리는 차 백미러에 비친 노라의 고통받는 모습을 보고 사고를 내고, 세노바이트의 우두머리인 사제가 나타난다. 사제는 매트를 살려주는 대신 다른 두 명을 희생하라고 제안하지만, 라일리가 거부하자 두 명을 죽이거나 자신이 죽으라고 강요한다. 수다쟁이라고 불리는 세노바이트가 트레버를 다치게 하자, 라일리는 다음 퍼즐을 풀고 수다쟁이를 찔러 그를 다음 희생자로 만든다.
다시 저택으로 도망친 라일리는 쇠문이 세노바이트를 막을 수 있다는 것을 깨닫고, 콜린과 함께 질식이라고 불리는 세노바이트를 마지막 희생자로 만들려고 한다. 하지만 실수로 상자를 놓치고, 보이트가 나타나 상자를 줍고 콜린을 찌른다. 보이트는 희생을 모두 마친 후 "감각"을 원했지만, 대신 신경을 무작위로 뒤틀어놓는 장치를 몸에 부착당했다. 그는 트레버를 고용해 희생자를 찾았다는 사실을 밝히고, 마지막 퍼즐을 풀어 세노바이트들을 가두고 리바이어던에게 자신을 자유롭게 해달라고 요구한다. 리바이어던이 저택 위에 나타나는 동안, 라일리는 상자를 되찾아 쇠문을 열고 트레버를 찔러 그를 마지막 희생자로 만들고 콜린을 구출한다. 사제는 보이트에게 보상이 취소될 수 없다고 경고하지만, 보이트는 "힘"을 택해 장치에서 풀려나고 몸을 치료받지만, 곧 리바이어던에게 쇠사슬로 꿰뚫려 끌려 올라간다.
모든 희생이 완료된 후 세노바이트는 매트를 살려주겠다고 제안하지만, 라일리는 그들의 "선물"은 고통을 가져올 뿐임을 깨닫고 매트의 죽음을 받아들인다. 세노바이트는 라일리가 후회와 짧은 고통으로 점철된 "애통의 형태"를 선택한 것을 칭찬하고 사라지고, 상자는 다시 큐브 모양으로 돌아온다. 라일리와 콜린이 저택을 떠나는 동안, 콜린은 라일리에게 그녀의 선택이 정당했는지 묻는다. 한편 리바이어던의 영역에서 보이트는 끔찍하게 변형되어 새로운 세노바이트가 된다.

## 출연진
- 오데사 아지언 - 라일리 매켄드리
- 제이미 클레이턴 - 사제
- 애덤 페이슨 - 콜린
- 드루 스타키 - 트레버
- 브랜던 플린 - 맷 매켄드리
- 이퍼 하인즈 - 노라
- 제이슨 라일스 - 채터러
- 잉카 올로룬니페 - 우는 자
- 셀리나 로 - 헐떡이는 자
- 재커리 힝 - 질식당한 자
- 킷 클라크 - 조이 쿠스쿠나
- 고란 비슈니치 - 롤런드 보이트
- 히암 아바스 - 세리나 메너커
- 고리차 레고디치 - 어머니
- 부카신 요바노비치 - 가면을 쓴 자

## 참고 사항
- 하비 와인스틴이 성추문으로 고발당한 이후 와인스틴 컴퍼니와 디멘션 사에서 벗어난 영화이자 2편 이후로 3번째로 디멘션 체체에서 제작되지 않은 헬레이저 영화이다.